# Edgar Hernán González
Edgar Hernán González Morales (Gualán; 1 de febrero de 1948) es un exfutbolista guatemalteco que jugaba como delantero.

## Selección nacional
Fue parte de la selección de Guatemala en las eliminatorias para las Copa Mundiales de 1970, 1974 y 1978, anotando un gol. También jugó y anotó un tanto en la clasificación para el Campeonato de Naciones de la Concacaf de 1971.

### Participaciones en Campeonatos Concacaf
| Copa                                       | Sede   | Resultado     | Part. | Goles |
| ------------------------------------------ | ------ | ------------- | ----- | ----- |
| Campeonato de Naciones de la Concacaf 1973 | Haití  | Quinto puesto | 4     | 0     |
| Campeonato de Naciones de la Concacaf 1977 | México | Quinto puesto | 3     | 0     |

## Clubes
| Club               | País      | Año       |
| ------------------ | --------- | --------- |
| Aurora             | Guatemala | 1968-1974 |
| Comunicaciones     | Guatemala | 1974-1978 |
| Municipal (cesión) | Guatemala | 1976      |

## Palmarés

### Títulos nacionales
| Título        | Equipo         | País      | Año     |
| ------------- | -------------- | --------- | ------- |
| Liga Nacional | Municipal      | Guatemala | 1976    |
| Liga Nacional | Comunicaciones | Guatemala | 1977-78 |

### Títulos internacionales
| Título                           | Equipo         | País      | Año  |
| -------------------------------- | -------------- | --------- | ---- |
| Copa de Campeones de la Concacaf | Comunicaciones | Guatemala | 1978 |